# Nicolas Palienko
Nicolas Palienko (en ukrainien : Микола Палієнко, en russe : Николай Палиенко, en polonais : Mykoła Palijenko, né le 30 août 1896 à Skvyra, Gouvernement de Kiev et mort le 21 juillet 1944 à Brody, Gouvernement général de Pologne) fut Sturmbannführer dans la 14e Division SS Galicie.

## Carrière militaire
Durant la Première Guerre mondiale, il fut artilleur dans l'Armée impériale russe. De 1917 à 1921, il fut capitaine de l'armée de la République nationale ukrainienne. Il se livre avec ses troupes à des massacres visant les juifs, déclarant : « Tuez tous les youpins, ce sont tous des bolcheviks ». Puis, de 1932 à 1939, il servit dans l'état-major de l'armée Polonaise. En 1939, il rejoint l'OUN. En 1943, il s'engage dans la Division SS Galicie, et meurt en juillet 1944 durant la bataille de Brody.